# Шашанка

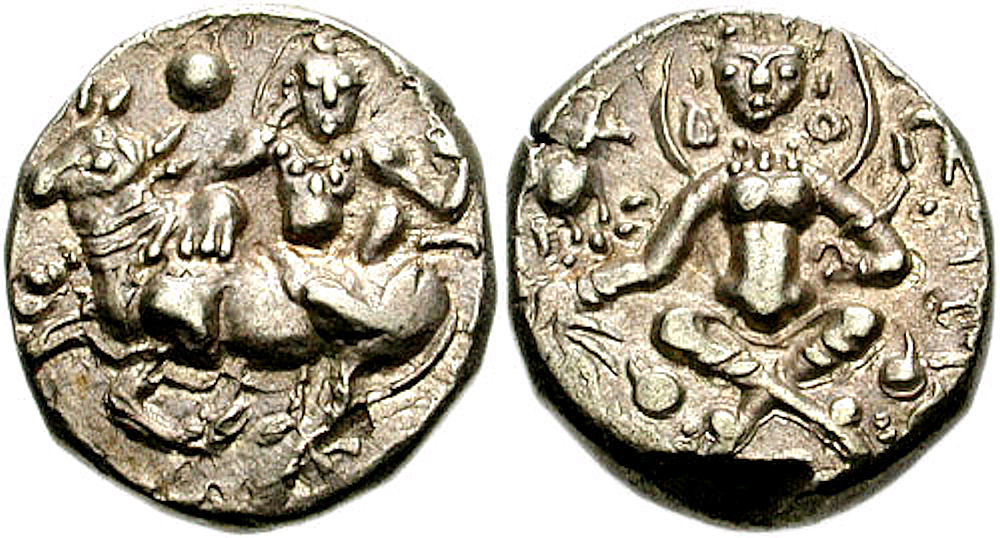
Портрет на монете.

Шашанка (бенг. শশাঙ্ক — букв. «заяц»; ? — ок. 635) — правитель, первым объединивший Бенгалию в единое государство Гауда. Шашанка правил в первой половине VII века. По мнению ряда историков, период его правления пришёлся на 600—625 годы. Шашанка был современником Харши. Столицей его царства был город Карнасуварна (современный Муршидабад). Шашанку принято считать создателем Бенгальского календаря, начало летоисчисления которого приходится на период его царствования.

## Ранняя жизнь
О его ранней жизни известно не много. По мнению историка Д.К. Гангули Шашанка был выходцем из Магадхи. 

## Приход к власти
Свою карьеру Шашанка начал как феодал в Государстве Гуптов. К концу 6 века оно находилось в состоянии упадка. Король Гуптов Махасенагупта был слабым правителем. После его смерти между феодалами разных частей империи начались войны за контроль за различными областями страны. В результате этих конфликтов Шашанке удалось создать государства Гаудадеша.